# Ludwig Daniel Heyd
Ludwig Daniel Heyd (* 7. Februar 1743 in Hellingen; † 1801 in Kassel) war ein deutscher Hofbildhauer des 18. Jahrhunderts.

## Leben
Das Brüderpaar Ludwig Daniel und Johann Wolffgang Heyd (* 13. Januar 1749 in Hellingen; † 1798) arbeitete in der zweiten Hälfte des 18. Jahrhunderts in der damaligen Residenzstadt Kassel eng zusammen.
Ihre Namen finden sich in den Unterlagen der von Landgraf Friedrich II. von Hessen-Kassel gegründeten Kunstakademie, der heutigen Kunsthochschule Kassel. Die erste Mitgliederliste weist sie 1777 bereits beide als Lehrende (Academiciens) aus. Ludwig Daniel zeigte bereits auf der Kunstausstellung dieser Akademie im Jahr 1778 eigene Arbeiten. Der vom Landgrafen beförderte Ausbau Kassels zur modernen Residenz beschäftigte die beiden Bildhauer ab 1781 durchgängig bis zum Jahr 1798. Der gemeinsamen Werkstatt entstammt sowohl reine Bauplastik aber auch zahlreiche Skulpturen der klassischen Mythologie. Da sie gemeinsam arbeiteten und auf der Kunstausstellung 1781 auch ausstellten, sind die Zuordnungen nicht immer zweifelsfrei möglich.

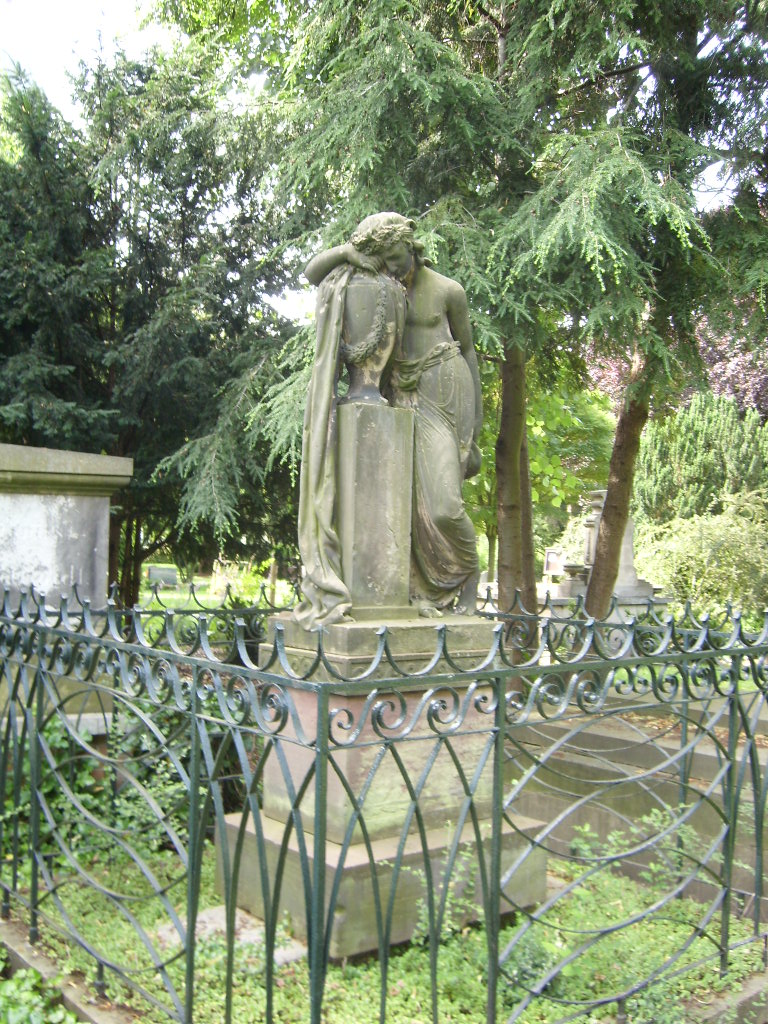
Grabmal Meder († 1798) in Lübeck

Johann Werner Henschel war einer seiner Schüler.

## Werke

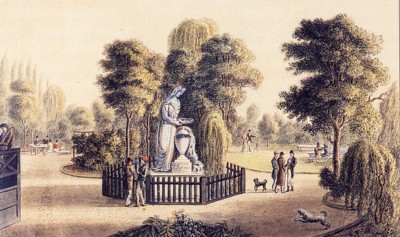
Denkmal für Gottfried August Bürger in Göttingen (1956 abgerissen)

- Bauplastik am Neubau des Schlosses Wilhelmshöhe in Kassel sowie an den Gebäuden im Schlosspark
- allegorische Figuren für das Fridericianum[4] in Kassel
- Denkmal für Gottfried August Bürger in Göttingen (1956 abgerissen und zerstört)
- neogotische Wappenlöwen am Alten Rathaus von Göttingen
- Grabmal Meder auf dem Friedhof der Lübecker St. Lorenzkirche
- Denkmal für Georg Heinrich Westermann in Petershagen